# ロシア帝国憲兵団

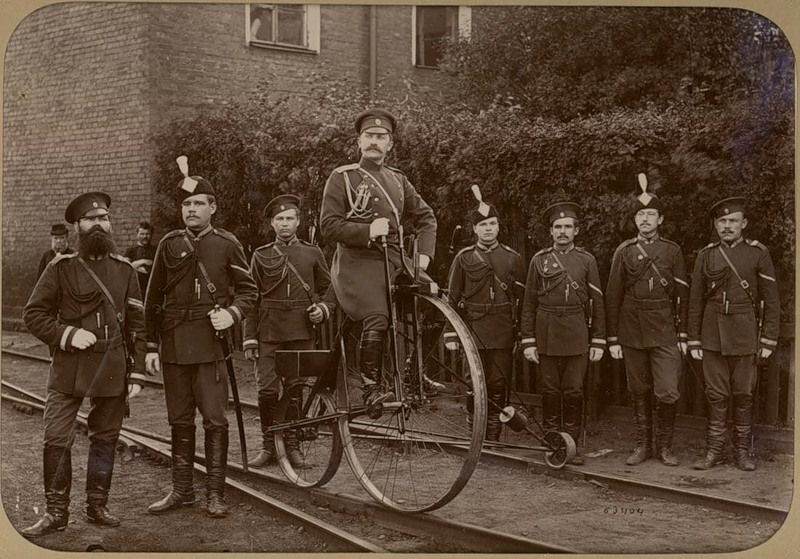
ロシア帝国憲兵団（1890年撮影）

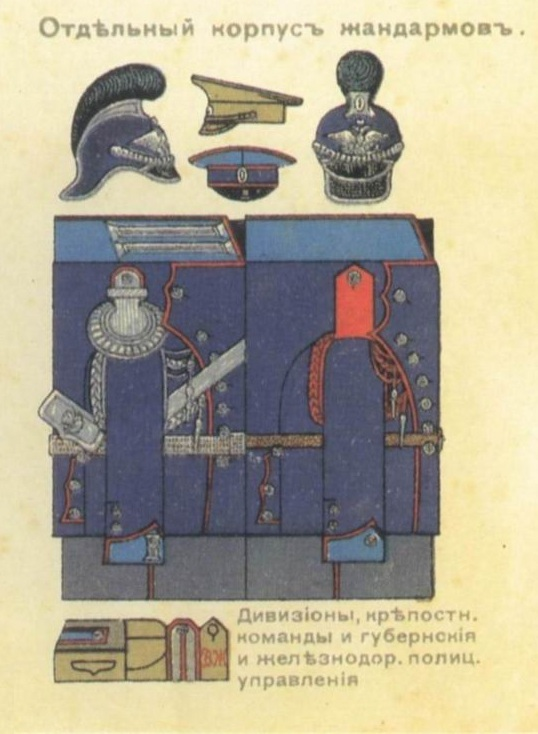

ロシア帝国憲兵団（露: Корпус жандармов）は、帝政ロシアの国家憲兵。秩序維持任務の外、秘密警察組織である皇帝官房第三部やロシア帝国内務省警察部警備局の実働部隊となり、反体制派の取り締まりに猛威を振るった。

## 経緯
ジャンダルメリヤ（жандармерия）またはジャンダルム（жандарм）、つまり憲兵という言葉が現れたのは、1772年のことだった。当時、ガッチナ軍の編成下にジャンダルム連隊と呼ばれる胸甲騎兵連隊が編成された。パーヴェル1世時代にこの連隊は近衛騎兵連隊に編入され、ジャンダルムという言葉はいったん消滅した。1815年、ジャンダルム近衛騎兵半個中隊が編成され（1876年まで存在）、ボリソグレブスク竜騎兵連隊がジャンダルメリヤに改称され、軍内の秩序監視に割り当てられた。1817年、国内警備ジャンダルム哨所が設置され、各都市にはジャンダルム大隊が編成された。

## 設立
本格的な国家憲兵の歴史は、皇帝官房第三部長官アレクサンドル・ベンケンドルフ伯爵の下で憲兵団が設立された1827年に始まる。憲兵団は1827年4月28日、ニコライ1世の命令により創設された。憲兵団長は軍司令官に準じる権限を有した。当初の定員は4,278人（将官3人、参謀将校41人、主任将校160人、兵卒3,617人、文官457人）だった。
ベンケンドルフは、憲兵団の組織を整備し、ロシア領土を8～10県から成る5個管区に分割した。管区司令官は将官が務め、師団長に準じる権限を有した。更に管区は、2～3県の管轄する局に分かれた。局長は通常大佐だった。各県には少佐から大佐までの憲兵団参謀将校が配置された。必要な場合、県の参謀将校は中尉又は大尉が指揮する34人以下の県憲兵隊の援助を求めることができた。

## 廃止
1832年、ポーランド王国管区（ワルシャワ）、1836年、第7管区（トボリスク）、1837年、カフカーズ管区が設置された。1860年代中盤までに管区は県と中央の連絡の役割しか果たさなくなり、また、その維持費も膨大なものだった。このため、1867年に管区制は廃止され、ワルシャワ、シベリア、カフカーズの3個管区のみが残された。1870年にはカフカーズ管区も廃止された。
1917年の2月革命に伴い、憲兵団そのものが廃止された。